# Kordufan
Kordufan —àrab: كردفان, Kurdufān— és una regió del Sudan, a l'oest del país. Avui dia està dividida en dues wilayes o estats: Kordofan del Nord i Kordofan del Sud. Entre ambdues tenen uns quatre milions i mig d'habitants (4.327.396 el 2008). El seu nom ve d'un turó a 15 km al sud d'al-Ubayyid, capital de Kurdufan del Nord. Kaduqli és la capital de Kordufan del Sud.

## Geografia, població, economia
És un país principalment pla de 375.000 km². Al nord una zona semidesèrtica, al centre una zona de dunes i al sud-est les muntanyes. Les pluges són escasses (menys de 100 mm any al nord i 800 mm al sud).
La població és nòmada al nord i cap al desert de Bayuda comença una zona amb agricultura de subsistència; al centre són pastors; només es desenvolupa l'agricultura a la depressió de Khayran, al nord de Bara.
Els habitants del país són una barreja d'àrabs i indígenes. Al nord i centre es troben grups àrabs:
- Kababish
- Dir Hamid
- Hamar
- Bidariyya

Al sud són nòmades pastors coneguts com a Bakkara dividits en:
- Mistriyya
- Humr
- Hawazma

Hi ha també pobles emigrats des del Nil:
- Djaaliyyun
- Danakla

Les poblacions principals, situades al centre, són: 
- Al-Ubayyid
- Bara
- Umm Ruwaba
- Al-Rahad

A les muntanyes del sud viuen els nuba, que formen una barreja de diversos grups ètnics amb fins a trenta llengües diferents. En els darrers anys s'estan establint a les planes.
El principal producte és la goma aràbiga produïda per l'arbre hashab (Acacia senegal). Hi ha una mica d'or al Djabal Shaybun, a les muntanyes del sud-est.

## Història
Al segle xiv van entrar al país nòmades àrabs, els Djurdham i altres que van originar als Bakkara. Es creu que venien del nord. Les tribus es van formar al segle xvii. La primera confederació fou la dels Fazara, al nord del país. Després la confederació es va dividir en els Kababish i els Zayyadiyya (aquest darrers a Darfur). La islamització va arribar amb els Funj de Sennar que van comerciar amb el país el segle XVI; va néixer llavors el regne de Takali, fundat per Muhammad al-Djaali, un fakih vingut del nord vers el 1530. Takali fou un estat tampó entre els Funj i el naixent soldanat de Dar Fur (Darfur), sorgit vers els 1650. Fou sotmès pel rei funj de Sennar, Badi II, i els nuba foren reclutats al seu exèrcit com a mercenaris. Des Badi II els funj van dominar el Kordufan central i oriental, amb els suport del Ghudiyyat, grup que vivia al sud de l'Al-Ubayyid, el cap dels quals portava el títol de Shaikh Kurdufan.
Avançat el segle xvii i al XVIII el domini de la regió fou disputat pels caps dels Mussabaat (singular Misabbawi), originaris de Darfur, que van intentar crear un regne sota la direcció de Djankal, Isawi i Hashim (avi, pare i fill), i van aconseguir expulsar els Funj.
El 1785 o 1786 el soldanat de Kordufan fou envaït per Muhammad Tairab de Darfur (1752-1786) que va aconseguir ocupar el país i nomenar governadors (títol: Makdum, plural Makadim), entre els quals destaquen Muhammad Kurra i Musallim al-Tadjawi.
El 1821 Muhammad Ali d'Egipte va enviar al seu gendre Muhammad bei Khursraw, a conquerir el país. Derrotada la guarnició del Darfur a Bara i mort el makdum Musallim (20 d'agost de 1821) el país va quedar per Egipte, però no van poder seguir cap a Darfur per causa d'una revolta a la zona del Nil. Al-Ubayyid va ser designada seu de l'administració provincial egípcia. Els egipcis es van dedicar a la captura d'esclaus. El governador Rustum Bei (1828-1833) en va fer presoners a 1400 en un sol raid. Al Djabal Takali la població va resistir als egipcis algun temps.
El 1881 va començar aquí la revolta del Mahdi. El país estava llavors dividit entre els partidaris de Ilias Pasha Umm Birair i els d'Ahmad Bei Dafa Allah al-Awadi. El primer fou nomenat governador de la província pel britànic Gordon però fou destituït al produir-se una revolta dels Ghudiyyat fomentada per Ahmad Bei. Llavors Ilias va contactar amb el Mahdi (1879). El 29 de juny de 1881 el mahdi es va manifestar i va derrotar els egipcis. El Mahdi es va establir a Djabal Kadir, al Kordufan, on va trobar suport. El 19 de gener de 1883 fou ocupada Al-Ubayyid i el 5 de novembre de 1883 la columna britànica d'ajuda sota el comandament del coronel Hicks, fou desfeta a Shaykan, quedant tot el Kordufan en mans del Mahdi. Gordon va proposar nomenar al Mahdi sultà de Kordufan, proposta que fou rebutjada.
Durant el període del Mahdi, Kordufan fou una província governada per un subgovernador (wakil), integrada amb el Darfur dins la província de l'Oest (Amalat al-Gharb). El governador fou Uthman Adam (1881-1891) al que va seguir Mahmud Ahmad (1891-1896). Els Kababish de Kordufan no van acceptar al Mahdi i es van revoltar dirigits pel seu cap Shaikh Salih Fadl Allah Salim, que amb suport britànic va lliurar una guerra que va acabar amb la seva derrota i mort el 1887. També hi va haver un motí dels Djihadiyya a Al-Ubayyid el 1885; els revoltats es van refugiar a les muntanyes de Núbia i van matar el governador Mahmud Abd al-Kadir, que els presentava batalla. El governador Mahmud Ahmad va rebre l'ordre de combatre els egipcis i britànics el 1896, i amb les forces de Darfur i Kordufan va marxar cap a l'est; però el successor del Mahdi, el Khalifa Abdallahi, fou derrotat a Karrari (Omdurman) el 2 de setembre de 1898 i el Khalifa es va retirar al Kordufan, a Shirkayla, a l'est del país, però fou perseguit i mort a Umm Dibaykarat (prop de la ciutat de Kosti) el 24 de novembre de 1899.
Establert el condomini angloegipci sobre Sudan, el Kordufan estava encara per pacificar. Bandes de mahdistes assolaven el país i les tribus s'havien desintegrat. Algunes expedicions britàniques van intentar posar ordre, Els nuba, dirigits pels seus caps (makh) i per líders religiosos (kudjur) van organitzar la resistència, que encara seguia el 1920.
El 1911 es va construir el tren d'Al-Ubayid a Khartum i això va millorar l'economia i es va reprendre el comerç de la goma aràbiga. Avançat els anys 20, gairebé pacificat el país, l'administració militar fou substituïda per l'anomena’t "indirect rule", deixant en mans de caps locals i de tribu l'administració. La tribu principal fou la dels Karabish, dirigida per Sir Ali al-Tum Fadl Allah Salim (1874-1938). Algunes tribus es van reconstituir, com els Hamar.
Kordufan va restar integrat al Sudan angloegipci, i va formar una província, que va subsistir a la independència l'1 de gener de 1956. L'1 de juliol de 1974 en la reorganització administrativa del país, va formar dos províncies (Nord i Sud del Kordufan). El 1980 el president Nimeiry va establir les regions, i les dues províncies de Kordofan van quedar dins la regió de Kordofan descentralitzada, amb assemblea legislativa, però sota control del partit de la Unió Socialista Sudanesa del president Gafar al-Numeiri; i el 1991 la regió fou declarada estat (es van mantenir les províncies), però amb la divisió del 1994 fou dividida en tres estats o wilayat amb limitada autonomia: Kordufan al-Gharbiya (Kordofan Occidental o Kordofan de l'Oest), Kurdufan Ash-Shamaliya (Kordufan Septentrional o del Nord) i Kordufan Ash-Janubiyah (Kordufan Meridional o del Sud).
L'acord de pau complet del 2005 va modificar la divisió del Kordufan: l'estat de Kordufan al-Gharbiya (Kordufan Occidental o de l'Oest) fou abolit i el seu territori dividit; la part nord (districtes de an-Nuhud i Ghebeish) es va afegir al Kurdufan Ash-Shamaliya (Kordufan Septentrional o del Nord) i la part sud (districtes d'Abyei, as-Salam i Lagawa) al Kordufan Ash-Janubiyah (Kordufan Meridional o del Sud). La capital de l'estat desaparegut, que era al-Fula, seria capital alternativa del Kordufan del Sud amb la pròpia d'aquest Kadugli. Els referèndums acordats per Kordufan del Sud, amb les muntanyes Nuba i la zona rica en petroli d'Abyei, no s'han celebrat i el govern sudanès ha enviat les milícies a ocupar Abyei que del 2005 al 2010 va estar sota domini compartit amb el SPLA del sud.

## Llista de soldans i governadors de Kordufan

### Regne de Taqali
- Muhammad al-Djaali 1530-?
- altres reis ?-1650

### Shaikh Kurdufan
- Muhammad II 1650-c. 1700

### Sultanat de Kordufan (dinastia Musabaat)
- Isawi c.1700- ?
- Hashim ? -1748
- Sheikh Muhammad Abu'l Kaylak 1748-1772
- Hashim (segona vegada) 1772-1784
- Maqdum Musallam v. 1784-1821
- Muhammad Tairab de Darfur 1784-1786

### Makadim de Kordufan (dependents de Darfur) 1786-1821
- Muhammad Kurra
- Musallim al-Tadjawi

### Governadors egipcis(llista detallada de governadors a R.L. Hill "Rulers of Sudan" 1820-1885" part de "Sudan: Notes and records" 1951)
- Muhammad Bei Khursraw 1821-1822
- Halim Bei 1822-1825
- Suleiman Bei Harputli 1825-1827
- Rustam Bei 1828-1833
- desconeguts 1833-1843
- Mustafa Kiridli 1843-1848
- vacant 1848-1850
- Musa Pasha Hamdi 1850
- vacant 1850-1857
- Hassan Ali Pasha Aravut 1857-1859
- Desconegut 1859-1862
- Hassan Ali Pasha Aravut (segona vegada) 1862-1865
- Desconeguts 1865-1873
- Mehmed Sa'id Pasha Wahbi 1873-1874
- Desconeguts 1874-1879
- Mehmed Sa'id Pasha Wahbi (segona vegada) 1879-1883
- al Mahdi 1883-1899

### Wakils de Kordufan 1883-1899
- Uthman Adam 1881-1891
- Mahmud Ahmad 1891-1896
- Desconegut 1896-1999
- Al Sudan angloegipci 1899-1956
- Província del de Sudan des 1956 al 1974 y del 1991 al 1994. Dividida en dos províncies 1974-1991.

### Governadors del Kurdufan Ash-Shamaliya (Nord)
- Muhammad al-Amu Febrer a Setembre de 1994
- Al-Awad al-Hassan Setembre 1994 a desembre de 1997
- Ibrahim as-Sanussi Desembre 1997 a gener 2000
- Osman al-Hadi Ibrahim Gener 2000 a febrer 2001
- al-Awad Mohammed al-Hasan Febrer del 2001-

### Governadors del Kurdufan Ash-Janubiyah (Sud)
- Habib Makhtoum Febrer a desembre de 1997
- Abdullah Ubaydullah Desembre 1997 a gener del 2000
- Majzoub Babiker Gener del 2000-